# Tour du Limousin 2012
Il Tour du Limousin 2012, quarantacinquesima edizione della corsa (trentottesima dall'era professionistica), si svolse dal 14 al 17 agosto 2012 su un percorso di 711 km ripartiti in 4 tappe, con partenza e arrivo a Limoges. Fu vinto dal giapponese Yukiya Arashiro della Team Europcar davanti al francese Jérémy Roy e al francese Fabien Schmidt.

## Tappe
| Tappa  | Data      | Percorso                         | km    | Vincitore di tappa  | Leader cl. generale |
| ------ | --------- | -------------------------------- | ----- | ------------------- | ------------------- |
| 1ª     | 14 agosto | Limoges > La Souterraine         | 162,1 | Jure Kocjan         | Jure Kocjan         |
| 2ª     | 15 agosto | Oradour-sur-Glane > Saint-Junien | 186   | Evaldas Siskevicius | Evaldas Siskevicius |
| 3ª     | 16 agosto | Jumilhac-le-Grand > Trélissac    | 189,1 | Jure Kocjan         | Jure Kocjan         |
| 4ª     | 17 agosto | Varetz > Limoges                 | 173,9 | Jérémy Roy          | Yukiya Arashiro     |
| Totale | Totale    | Totale                           | 711   |                     |                     |

## Dettagli delle tappe

### 1ª tappa
- 14 agosto: Limoges > La Souterraine – 162,1 km

| Pos. | Corridore         | Squadra      | Tempo    |
| ---- | ----------------- | ------------ | -------- |
| 1    | Jure Kocjan       | Type 1       | 3h50'23" |
| 2    | Julien Simon      | Saur-Sojasun | s.t.     |
| 3    | Eduardo Sepulveda | FDJ          | s.t.     |

| Pos. | Corridore         | Squadra      | Tempo    |
| ---- | ----------------- | ------------ | -------- |
| 1    | Jure Kocjan       | Type 1       | 3h50'13" |
| 2    | Julien Simon      | Saur-Sojasun | a 4"     |
| 3    | Eduardo Sepulveda | FDJ          | a 6"     |

### 2ª tappa
- 15 agosto: Oradour-sur-Glane > Saint-Junien – 186 km

| Pos. | Corridore           | Squadra            | Tempo    |
| ---- | ------------------- | ------------------ | -------- |
| 1    | Evaldas Siskevicius | La Pomme Marseille | 4h17'49" |
| 2    | Steven Tronet       | Auber '93          | s.t.     |
| 3    | Julien Simon        | Saur-Sojasun       | s.t.     |

| Pos. | Corridore           | Squadra            | Tempo    |
| ---- | ------------------- | ------------------ | -------- |
| 1    | Evaldas Siskevicius | La Pomme Marseille | 8h07'59" |
| 2    | Julien Simon        | Saur-Sojasun       | a 1"     |
| 3    | Jure Kocjan         | Type 1             | a 3"     |

### 3ª tappa
- 16 agosto: Jumilhac-le-Grand > Trélissac – 189,1 km

| Pos. | Corridore       | Squadra      | Tempo    |
| ---- | --------------- | ------------ | -------- |
| 1    | Jure Kocjan     | Type 1       | 4h36'32" |
| 2    | Armindo Fonseca | Bretagne     | s.t.     |
| 3    | Julien Simon    | Saur-Sojasun | s.t.     |

| Pos. | Corridore           | Squadra            | Tempo     |
| ---- | ------------------- | ------------------ | --------- |
| 1    | Jure Kocjan         | Type 1             | 12h44'24" |
| 2    | Julien Simon        | Saur-Sojasun       | a 4"      |
| 3    | Evaldas Siskevicius | La Pomme Marseille | a 7"      |

### 4ª tappa
- 17 agosto: Varetz > Limoges – 173,9 km

| Pos. | Corridore       | Squadra  | Tempo    |
| ---- | --------------- | -------- | -------- |
| 1    | Jérémy Roy      | FDJ      | 4h03'21" |
| 2    | Yukiya Arashiro | Europcar | a 21"    |
| 3    | Anthony Geslin  | FDJ      | a 26"    |

| Pos. | Corridore       | Squadra                 | Tempo     |
| ---- | --------------- | ----------------------- | --------- |
| 1    | Yukiya Arashiro | Europcar                | 16h48'30" |
| 2    | Jérémy Roy      | FDJ                     | s.t.      |
| 3    | Fabien Schmidt  | Roubaix Lille Metropole | a 2"      |

## Classifiche finali

### Classifica generale
| Pos. | Corridore           | Squadra                          | Tempo     |
| ---- | ------------------- | -------------------------------- | --------- |
| 1    | Yukiya Arashiro     | Team Europcar                    | 16h48'30" |
| 2    | Jérémy Roy          | FDJ                              | s.t.      |
| 3    | Fabien Schmidt      | Roubaix Lille Metropole          | a 2"      |
| 4    | Mathieu Perget      | Ag2r-La Mondiale                 | a 6"      |
| 5    | Stefan Denifl       | Vacansoleil-DCM Pro Cycling Team | a 7"      |
| 6    | Anthony Geslin      | FDJ                              | s.t.      |
| 7    | Steven Tronet       | Auber '93                        | a 9"      |
| 8    | Jérémie Galland     | Saur-Sojasun                     | a 13"     |
| 9    | Aleksejs Saramotins | Cofidis                          | a 15"     |
| 10   | Guillaume Faucon    | Auber '93                        | a 17"     |